# Frank De Bleeckere
Frank De Bleeckere (født 1. juli 1966 i Oudenaarde i Belgien) er en belgisk fodbolddommer. Han har dømt internationalt under det internationale fodboldforbund FIFA siden 1998, hvor han er placeret i den europæiske dommergruppe.
Han har deltaget ved 3 af de store slutrunder, navnlig VM 2006, EM 2008 og VM 2010.
Ved siden af den aktive dommerkarriere arbejder De Bleeckere som PR manager.

## Karriere

### VM 2006
De Bleeckere debuterede ved en VM slutrunde i 2006 i Tyskland, hvor det blev det 4 kampe, herunder 2 i slutspillet.
- Argentina – Elfenbenskysten  (gruppespil)
- Japan – Kroatien  (gruppespil)
- England – Ecuador  (ottendedelsfinale)
- Italien – Ukraine  (kvartfinale)

### EM 2008
Ved EM 2008 blev det til 3 kampe for belgieren.
- Kroatien – Tyskland  (gruppespil)
- Rusland – Sverige  (gruppespil)
- Rusland – Spanien  (semifinale)

### VM 2010
- Argentina – Sydkorea  (gruppespil)
- USA – Algeriet  (gruppespil)
- Paraguay – Japan  (ottendedelsfinale)

## Kampe med danske hold
- Den 25. juli 2001 dømte han FC Københavns udebanekamp i kvalifikationen til Champions League mod georgiske Torpedo Kutaisi. Kampen endte 1-1.
- Den 26. februar 2004 var De Bleeckere dommer i Brøndbys slutspilskamp i UEFA Cuppen mod Barcelona. Barcelona vandt kampen 1-0.
- Den 8. oktober 2005 dømte han Danmarks VM kvalifikationskamp mod Grækenland. Danmark vandt kampen 1-0.
- Den 8. september 2007 dømte De Bleeckere kvalifikationskampen til EM 2008 mellem Danmark og Sverige. En kamp der endte uafgjort 0-0.